# Georg Stiernhielm
Georg Stiernhielm (ur. 7 sierpnia 1598 w parafii Vika w Dalarna, zm. 22 kwietnia 1672 w Sztokholmie) – szwedzki urzędnik państwowy, badacz języka i skald, nazywany ojcem szwedzkiej sztuki skaldów.

## Życiorys
Stiernhielm urodził się 7 sierpnia 1598 roku we wsi Svartskärs w parafii Vika, położonej w Dalarnie, jako Göran Olofsson. Jego ojciec Olof Marqvardsson był rolnikiem z prawem wydobywania rudy żelaza. Edukacja syna zaczęła się w szkole w Västerås. W celu zdobycia wykształcenia udał się w roku 1619 do Uppsali, gdzie przyjął nazwisko Lillia (wcześniej nazywał się Göran Olofsson lub też Georgius Olavi). Fundusze na naukę zdobywał w Niemczech, gdzie pracował jako nauczyciel. W roku 1624 wrócił do Uppsali, ale już w następnym roku wrócił do Niemiec jako nauczyciel i przewodnik młodego Gyllenhielma, z którym potem odwiedził także Włochy, Francję, Holandię i Anglię. Informacja ta nie jest jednak do końca pewna, gdyż nie udało się zidentyfikować odpowiedniej osoby o nazwisku Gyllenhielm. 
W roku 1626 Stiernhielm został powołany przez biskupa Jana Rudbeckiusa na wykładowcę w gimnazjum w Västerås, a w krótki czas później został mianowany przez króla Gustawa II Adolfa läsemästare för riddarhuset (pol. „nauczyciel rycerzy”) w ówczesnym Collegium illustre. W roku 1630 został mianowany urzędnikiem sądowym sądu apelacyjnego w Dorpacie, zaś w roku 1631 nadano mu tytuł szlachecki i stał się lennikiem z dóbr Stjernlunds i Vasula w Łatgalii. W roku 1642 nadano mu tytuł o nazwie landtråd (doradca kraju), zaś w roku 1642 został wezwany do Sztokholmu, aby wziąć udział w pracach komisji prawniczej. Pozostał następnie w stolicy przez kilka lat. Dzięki talentom i umiejętnościom uzyskał sławę, a dzięki swoim wierszom uzyskał względy u królowej Krystyny. W roku 1648 został wiceprzewodniczącym sądu apelacyjnego w Dorpacie, jednak zaledwie objął ten urząd, został wezwany ponownie do Sztokholmu, by podjąć służbę w królewskim archiwum. W czasie drogi do stolicy zatonął statek, na którym płynął. Jemu samemu udało się uratować, jednak do stolicy dotarł zupełnie pozbawiony środków do życia. Tam został przyjęty łaskawie przez królową i w roku 1649 mianowany urzędnikiem archiwum królewskiego, jednocześnie służąc na dworze tworzeniem poezji, baletów oraz błaznowaniem. Był to dla niego najlżejszy i najszczęśliwszy czas. Szybko jednak popadł w niełaskę obrażając ważne osoby z otoczenia królowej i musiał wrócić do Łatgalii. Wygnany stamtąd w trakcie wojny z Rosją w roku 1656 przyjechał jeszcze raz z żoną i dziećmi do Sztokholmu, gdzie żył w biedzie do roku 1658, gdy król Karol X Gustaw mianował go sędzią w należącym wtedy do Szwecji regionie Trondheim. Jednak, gdy region ten przestał należeć do Szwecji w roku 1660, znów pozostał bez zajęcia. W roku 1661 został powołany na członka rady królewskiej, a następnie członka Reduktionskollegium zajmującego się sprawami skarbowymi. Przyjęcia tej ostatniej funkcji odmówił. Po utworzeniu urzędu Antikvitetskollegium został obrany w roku 1667 jego pierwszym przewodniczącym, dzięki czemu na starość nie cierpiał na brak pieniędzy, który doskwierał mu przez całe życie. Stiernhielm zmarł 22 kwietnia 1672 roku. W roku 1791 Akademia Szwedzka wybiła monetę na jego pamiątkę. Na jego płycie nagrobnej znajduje się napis Vixit, dum vixit, laetus, który po polsku oznacza „Żył szczęśliwie, póki żył”.

## Stiernhielm z perspektywy
W swoich czasach Stiernhielm był najbardziej wszechstronnym uczonym w całym królestwie Szwecji. Wśród jego 50–60 ważniejszych dzieł, z których zaledwie jedna piąta została wydrukowana i mniej więcej tyle samo zaginęło, znajdują się obok poezji pozycje z matematyki, nauk przyrodniczych, prawa, na temat zwyczajów społecznych, ze statystyki oraz, w największej liczbie, na tematy filologiczne. We wszystkich tych dziedzinach jego prace zostawiły swój ślad i w prawie wszystkich jego wkład był jak na tamte czasy odkrywczy. Zajmował się wieloma rzeczami i w rezultacie ukończył z nich niewiele. Był on, jak określił go Geijer, „we wszystkim wielkim prekursorem”.
Jako matematyk był pierwszym Szwedem, który uzyskał powszechne uznanie. Przywiózł ze sobą do Szwecji wiedzę matematyczną, która była głównym obiektem jego studiów za granicą i która wcześniej była bardzo słabo znana na terenie tego państwa. Rząd wykorzystał jego wynikającą z wiedzy matematyczną intuicję przy wprowadzaniu opartego na naukowych podstawach systemu miar i wag. 
Mówi się, że był pierwszą osobą, która sprowadziła do Szwecji mikroskop. Jako uczony prawnik przejrzał wszystkie starsze prawa i wydał drukiem stary szwedzki zbiór praw Västgötalagen. 
Był pierwszym autorem, który do książek z prawem dodawał swój wyjaśniający komentarz. Jako filozof wyżej cenił on Platona i Plotyna od powszechnie wtedy preferowanego Arystotelesa, nie podobała mu się także filozofia kartezjańska, a kładziony w niej nacisk na doświadczenie określał jako „filozofowanie bez wyższego celu” oraz „filozofią sprowadzoną do poziomu błota”.
Łączył historię i naukę o języku. Prowadzony źle pojętym patriotyzmem przychylił się do przyjętej przez dawniejszych szwedzkich naukowców teorii, że wielka wędrówka ludów miała swój początek w Szwecji. W związku z tym próbował znaleźć potwierdzenie dla tezy, że od języka gockiego czy „staroszwedzkiego” pochodzą wszystkie inne języki. Jednocześnie jednak zrobił pierwsze kroki w kierunku stworzenia językoznawstwa porównawczego.
Stiernhielm miał znaczne zasługi w popularyzowaniu szwedzkiego języka i sztuki poetyckiej. Wiedział, że należy wzbudzać żywe zainteresowanie oraz szacunek dla dotychczas pogardzanej oraz lekceważonej mowy ojczystej oraz walczyć o jej czystość, o czym świadczy mistrzowskie jak na tamte czasy ujęcie opisu języka szwedzkiego w książce Gamla Svea och Götha mäles Fatebur, seu Lexicon vocabulorum antiquorum gothicorum. Stiernhielm oczyścił i ożywił język częściowo przez powrót do starych i autentycznych korzeni tkwiących w dawnym języku i języku ludowym oraz częściowo przez odejście od zbędnych obcych naleciałości. Aktywność Stiernhielma jako skalda stanowi punkt zwrotny w szwedzkiej poezji, która do jego czasów realizowała się w pozbawionych polotu pieśniach ludowych o jednakowej wymowie lub utworach z niedopracowanymi rymami. Dzięki niemu poezja stała się prawdziwą sztuką skaldów, co sprawiło, że nazwano go „ojcem szwedzkiej sztuki skaldów”. W (1668) została wydana pierwsza edycja jego utworów poetyckich: Musæ Suethizantes (tytułowa postać to bogini pieśni, która uczy układać wiersze i śpiewać pieśni po szwedzku). Za pomocą tej książki chciał ustanowić podstawy literatury narodowej oparte głównie na formie pochodzącej z antyku. Unikając prostego naśladownictwa antycznych pisarzy, uprawiał w słabo dotąd rozwiniętym języku szwedzkim bogato wykształcone antyczne formy wierszowe. Jednocześnie nie odrzucał nowszych układów wierszowych takich jak sonet czy aleksandryn, choć poruszał się w nich z mniejszą swobodą. Jego najbardziej znanym w Szwecji utworem poetyckim jest zapisany kunsztownym i dobrze brzmiącym heksametrem poemat dydaktyczny Hercules. Tytuł i fabuła poematu były stare, lecz przedstawiał on obraz współczesnych autorowi zwyczajów i zawierał ostrzeżenie dla młodej szwedzkiej szlachty, której arogancja wynikająca z beztroskiego życia zaczynała się ujawniać na dworze królowej Krystyny. 
Na dworze królewskim wystawiano również „balety” Stiernhielma: Then fångne Cupido, Fredz-afl i Parnassus triumphans, które stanowiły mieszaninę balu kostiumowego oraz sztuki z pieśniami, w których częściowo wykonywane były pieśni, a częściowo recytowanie wiersze. Przygotowywał także dla dworu „skecze” – alegoryczne przedstawienia bez tańca z krótkim tekstem, w którym przemieszany był wiersz z prozą. 
W późniejszych latach życia napisał heksametrem Bröllopsbesvärs ihågkommelse – utwór w komiczny sposób opisujący historię niespodzianek i trudności pojawiających się przed i po zawiązaniu węzła małżeńskiego, które kończyły się szczęśliwie. Stiernhielm nie był poetyckim geniuszem, choć trzeba przyznać, że jego zdolności i tak stały daleko przed jego poprzednikami w literaturze szwedzkiej; ogromny wpływ Stiernhielma na szwedzkie piśmiennictwo wynika z jego działalności jako uczonego i artysty tworzącego w języku szwedzkim co ukształtowało pewne formy tego języka.
Znaczenie Stiernhielma dla kultury szwedzkiej można porównać do miejsca w literaturze polskiej twórczości Jana Kochanowskiego. 
We współczesnej kulturze Stiernhielm jest znany poza granicami Szwecji dzięki istotnemu wkładowi w poznanie kultury Gotów, a kultura ta cieszy się pewnym zainteresowaniem dzięki sztuce gotyku.